# エンジェル・オン・ホースバック
エンジェル・オン・ホースバック（英: Angels on horseback、語義：馬の背に乗る天使）は牡蠣をベーコンで包んだ料理であり、オードブルなどで供される。パンの上に乗せカナッペとして出されることもある。
一般的には剥き身の牡蠣にベーコンを巻きつけ、オーブンで焼いた料理である。エンジェル・オン・ホースバックには串または楊枝に刺して焼いたもの、揚げたものなどのバリエーションが存在する。串焼きやカナッペ、それに添え物や調味料を使い様々な食べ方がある。牡蠣の代わりにフルーツを使用したデビル・オン・ホースバックという別の料理もあるが、エンジェル・オン・ホースバックの別名と勘違いされることもある。

## 分類
エンジェル・オン・ホースバックはカナッペまたはセイボリーとしてオードブルに出される。イングランドではセイボリーはデザートの後、ワインを飲む前に口をすっきりさせるための塩味の効いた料理である。家政関連の著作を多数執筆したコンスタンス・ピールが1905年に著した『Savouries Simplified』では、エンジェル・オン・ホースバックをセイボリーとして紹介している。

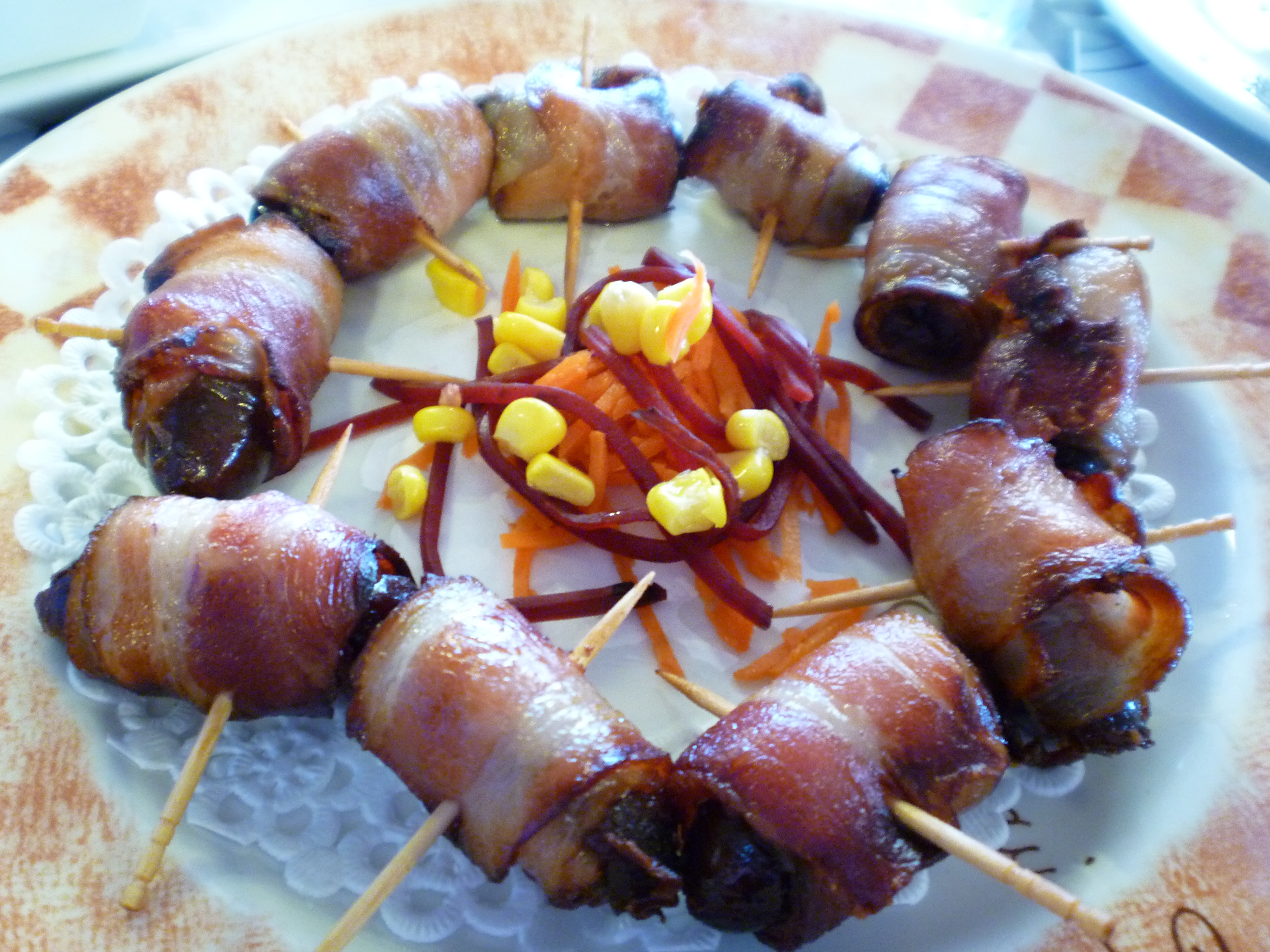
ナツメヤシをベーコンで包んだタイプのデビル・オン・ホースバック

この料理はデビル・オン・ホースバックと混同されがちである。後者は前者から派生した料理で、フルーツ、通常はプルーンまたはナツメヤシを使用する。
デビル・オン・ホースバックには改良が加えられ、コニャックやアルマニャックにフルーツを漬け込むものが一般的である。マーサ・スチュワートやマーティン・ブルーノスのような英米の料理人は2つの料理を別物として扱っている。フードライターのジョン・エイトも別料理として扱っているが、別名として使われることもあると述べている。シカゴ・トリビューンの1988年の記事では、2つの料理は同じものとしており、また料理研究家のジェームス・ベアードはハムを巻きつけたものがエンジェルでベーコンを巻いたらデビルになる、と主張している。

## 起源
起源については明らかになっていない。名称についてはフランス語の anges à cheval に由来するが、牡蠣と天使、ベーコンと馬の関係については何も分からない。初出はオックスフォード英語辞典などによれば、1888年に刊行された『Mrs Beeton's Book of Household Management』であるという。オーストラリアの新聞には「angel with a beard（あごひげの生えた天使）」として、この料理のことがレシピを含めて1882年の時点で記されている。
アメリカ合衆国では1890年代の半ばから末あたりに登場する。1896年のニューヨーク・タイムズが最も初期のものであり、アペタイザーとして紹介されている。ニューヨーク・タイムズによればドイツ皇帝の料理人であったUrbain Duboisが創作したとされる。ここではカイエンペッパーをまぶし串焼きにするようになっている。レモンとパセリを付け合せるが、トーストには乗せない。1930年代にピクニックのお勧めメニューとして挙げられ、 1948年には再度アペタイザーとされている。1950年代にシカゴ・トリビューンや、ロサンゼルス・タイムズなどアメリカの新聞で特集された。
エンジェル・オン・ホースバックは1960年代にはワシントンD.C.において一定の知名度を得た。外交官デービッド・ブルースの妻、エヴァンジェリン・ブルースは「ワシントンの夜会」を刷新し、ジョン・F・ケネディの在任中、この料理は定期的に出されてはいたが料理の名前そのものはまだ一般的ではなかった。ゴシップ紙のライター、リズ・スミスの「牡蠣は生牡蠣だったこともあったし、ベーコンに包まれて焼かれていたこともある。ブルース夫人はこれをエンジェル・オン・ホースバックと呼んでいた」という言葉からもそれが窺える。1980年代末、シカゴ・トリビューンは「興味をそそる料理」としており、この時点ではアメリカでは一般的でなかった。
1990年代以降の出版物では、ご馳走または珍味として扱われた。『1001 Foods to Die For』によれば、イギリスでは牡蠣は庶民の食べ物であったが北米では牡蠣は食材としての地位を向上させ、ご馳走として扱われたとある。『The Diner's Dictionary: Word Origins of Food and Drink』によるところでは、牡蠣は高級品なので牡蠣の代わりにカクテルソーセージが使われることもあるという。

## 調理
定番のレシピでは、剥いた牡蠣をベーコンで包み、オーブンで片面につき3分間焼く。1902年以前のレシピでは串刺しにした牡蠣とベーコンをバターで炒めるとある。トーストに乗せられて供されるときもあるが、串焼きにした場合、串から直接食べることができる。
エンジェル・オン・ホースバックの調理・盛り付けには様々な種類がある。『Feng Shui Food』の調理法ではベーコンを巻いた牡蠣にカクテル用のスティックを刺して揚げ、ライムを搾るとなっている。ジョアンナ・プルエスの著書『Seduced by Bacon』にはホットソースを使ったエンジェル・アンド・デビル・オン・ホースバックという料理が存在する。
『The Wizard of Food's Encyclopedia of Kitchen & Cooking Secrets』の著者マイルズ・ベイダーは、トーストに乗せたエンジェル・オン・ホースバックにレモンかオランデーズソースをつけるとある。ベーコンの代わりにプロシュットを使ってイタリアン風にするものもある。